# Lijst van Surinaamse ministers van Binnenlandse Zaken
Lijst van ministers van Binnenlandse Zaken van Suriname sinds 1948. Tot midden jaren 50 werd de term landsminister gebruikt.
| Periode      | Minister                     | Partij                  | Kabinet             |
| ------------ | ---------------------------- | ----------------------- | ------------------- |
| 1948 - 1949  | <geen eigen ministerie>      |                         | May (CAB)           |
| 1949 - 1951  | <geen eigen ministerie>      |                         | De Miranda          |
| 1951 - 1952  | <geen eigen ministerie>      |                         | Drielsma / Buiskool |
| 1952 - 1955  | Archibald Currie             | NPS                     | Alberga / Currie    |
| 1955 - 1958  | Johan H.E. Ferrier           | SDP                     | Ferrier             |
| 1958 - 1963  | Severinus Desiré Emanuels    | NPS                     | Emanuels            |
| 1963 - 1967  | Johan Adolf Pengel           | NPS                     | Pengel I            |
| 1967 - 1969  | Johan Adolf Pengel           | NPS                     | Pengel II           |
| 1969         | Arthur J. May                |                         | May                 |
| 1969 - 1973  | Ferdinand Karsowidjojo       | SRI                     | Sedney              |
| 1973 - 1977  | Coen D. Ooft                 | PSV                     | Arron I             |
| 1977 - 1980  | Olton W. van Genderen        | NPS                     | Arron II            |
| 1980         | Frank J. Leeflang            |                         | Chin A Sen I        |
| 1980 - 1982  | Frank J. Leeflang            |                         | Chin A Sen II       |
| 1982         | Frank J. Leeflang            |                         | Neijhorst           |
| 1983 - 1984  | Frank J. Leeflang            |                         | Alibux              |
| 1984 - 1985  | Frank J. Leeflang            |                         | Udenhout I          |
| 1985 - 1986  | Jules A. Wijdenbosch         |                         | Udenhout II         |
| 1986 - 1987  | Jules A. Wijdenbosch         |                         | Radhakishun         |
| 1987 - 1988  | Jules A. Wijdenbosch         |                         | Wijdenbosch I       |
| 1988 - 1990  | Elfriede Alexander-Vanenburg |                         | Shankar             |
| 1991         | Hans Breeveld                | onafhankelijk (NPS-lid) | Kraag               |
| 1991         | Soeratno Setroredjo          |                         | Venetiaan I         |
| 1992 - 1993  | Johan Sisal                  | KTPI                    | Venetiaan I         |
| 1993 - 1996  | Saban Sabiran                |                         | Venetiaan I         |
| 1996 - 2000  | Sonny W. Kertoidjojo         | KTPI                    | Wijdenbosch II      |
| 2000 - 2005  | Urmila Joella-Sewnundun      | VHP                     | Venetiaan II        |
| 2005 - 2010  | Maurits S.H. Hassankhan      | VHP                     | Venetiaan III       |
| 2010 - 2014  | Soewarto Moestadja           | PL                      | Bouterse I          |
| 2015 - 2020  | Mike Noersalim               | HVB                     | Bouterse II         |
| 2020 - 2024  | Bronto Somohardjo            | PL                      | Santokhi            |
| 2024 - 2025  | Delano Landvreugd            | ABOP                    | Santokhi            |
| 2025 - heden | Marinus Bee                  | ABOP                    | Simons              |

Arbeid · Binnenlandse Zaken · Buitenlandse Zaken · Defensie · Economische Zaken · Financiën · Justitie en Politie · Landbouw, Veeteelt en Visserij · Natuurlijke Hulpbronnen · Onderwijs en Volksontwikkeling · Openbare Werken · Planning en Ontwikkelingssamenwerking · Regionale Ontwikkeling · Ruimtelijke Ordening, Grond- en Bosbeheer · Sociale Zaken en Volkshuisvesting · Sport- en Jeugdzaken · Transport, Communicatie en Toerisme · Volksgezondheid
premier · president · vicepresident
gouverneurs (1650-1954) · gouverneurs (1954-1975) · gevolmachtigd ministers van Suriname